# Сидоровка (Волгоградская область)
Си́доровка — хутор в Алексеевском районе Волгоградской области России. Входит в состав Аржановского сельского поселения
Хутор расположен в юго-восточной части района, в 10 км южнее станицы Аржановской, на правом берегу реки Хопёр. В 60 км восточнее железнодорожная станция Себряково (Михайловка) на линии «Волгоград—Москва»; в 45 км северо-восточнее расположена федеральная дорога M6 «Каспий».
Хопёр и лес создают благоприятные условия для отдыха. Наличие пастбищ позволяет заниматься скотоводством.

## Население
| 2010 |
| ---- |
| 6    |

## История
По состоянию на 1918 год хутор входил в Арженовский юрт Хопёрского округа Области Войска Донского.